# 오직 그리스도
오직 그리스도(라틴어 탈격, sōlō Christō, by Christ alone, 오직 그리스도에 의해서)란 프로테스탄트 종교개혁가들의 기본적인 신앙원리인 다섯 솔라 중에 하나이다.  구원은 오직 예수 그리스도의 속죄사역을 통해서만 얻을 수 있으며 개인적 공로와는 관계없다. 하나님과 인간 사이에 오직 중보자는 예수 그리스도만이시다. 예수 그리스도없이는 구원을 받을 수 없다는 주장이다. 이 교리의 성경적 주장으로 요한복음 14장 6절은 다음과 같이 말한다. "예수께서 이르시되 내가 곧 길이요 진리요 생명이니 나로 말미암지 않고는 아버지께로 올 자가 없느니라."  또한 사도행전 4:12 "다른 이로써는 구원을 받을 수 없나니 천하 사람 중에 구원을 받을 만한 다른 이름을 우리에게 주신 일이 없음이라 하였더라." .

## 같이 보기
- 구원론
- 구원론(기독교)
- 두 개의 계약 신학
- 다섯 솔라